# Zhang Guozheng
Zhang Guozheng (17 de setembro de 1988, em Xianyou, província de Fujian) é um chinês, campeão mundial e olímpico em halterofilismo.
Zhang Guozheng competiu na categoria até 69 kg e foi campeão mundial em 2002, em Varsóvia — 347,5 kg no total (155 kg no arranque e 192,5 kg no arremesso) e em 2003, em Vancouver — 345 kg (152,5+192,5). Ainda no ano de 2003, no Campeonato Asiático, em Qinhuangdao, definiu um recorde mundial no arremesso — 197,5 kg, na categoria até 69 kg.
Participou dos Jogos Olímpicos de 2004, em Atenas, e foi campeão olímpico — 347,5 kg (160+187,5).
Reapareceu no Campeonato Mundial de 2007, em Chiang Mai, e ficou em primeiro lugar — 347 kg (155+192).